# Араґусуку
Острови Араґусу́ку (яп. 新城島, あらぐすくじま, Араґусуку-Дзіма) — два невеликих острова в складі острівної групи Яеяма островів Сакісіма архіпелагу Рюкю, Японія. Адміністративно належать до округу Такетомі району Яеяма префектури Окінава. Розташовані на захід від острова Куросіма.
Острови:
- Сімодзі
- Канті

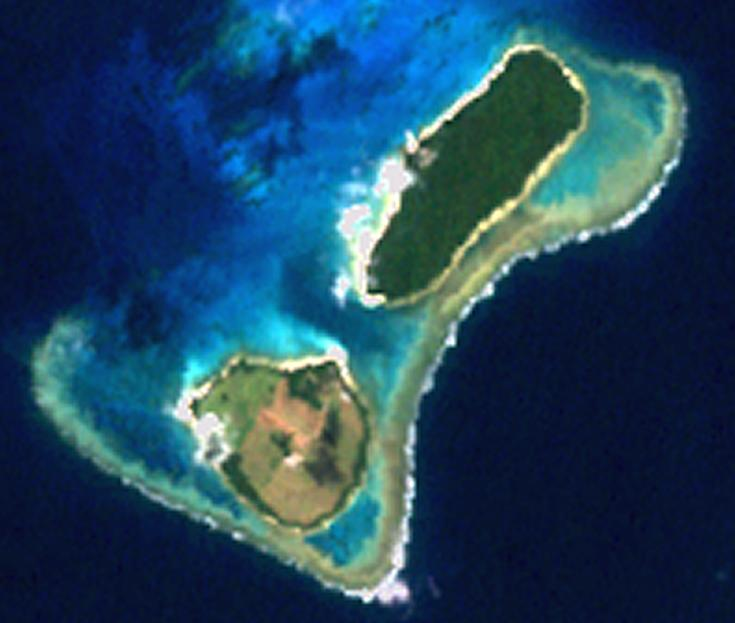
Супутниковий знімок островів

Площа островів становить 3,31 км², з них площа Сімодзі — 1,76 км², Канті — 1,55 км².
Острови низинні, максимальна висота Сімодзі — 21 м, Канті — 12 м.
Населення островів мешкає в 2 селищах Уедзі (Канті) та Сімудзі (Сімодзі).
| Острів | Це незавершена стаття про острів, чи острови. Ви можете допомогти проєкту, виправивши або дописавши її. |